# 狭叶麻羽藓
狭叶麻羽藓（学名：Claopodium aciculum）为羽藓科麻羽藓属下的一个种。